# Indoneesiella
Indoneesiella là chi thực vật có hoa trong họ Acanthaceae.